# Den Oever (Lokeren)
Den Oever is een gehucht in de Belgische stad Lokeren.

## Ligging
Den Oever is gelegen in een bocht aan de rechteroever van de Durme, in de nabijheid van de grens tussen Lokeren en Waasmunster. Vlak bij dit gehucht bevindt zich Lokeren Industriepark E17/1, een belangrijk industrieel gebied. Den Oever is gunstig gelegen nabij de N47 en de E17 snelweg, evenals de wijk Bokslaar in het stadsdeel Lokeren-Zuid. Ten noorden van het gehucht is het Molsbroek gelegen.

## Geschiedenis
Op de Ferrariskaart staat de nederzetting die nu bekend staat als Den Oever vermeld als "Oever". Naarmate de tijd vorderde, evolueerde de naam naar "Den Oever", wat op latere kaarten zoals de Atlas der Buurtwegen en de Popp-kaart duidelijk te zien is.
In de jaren '70 van de 20e eeuw onderging Den Oever een aanzienlijke verandering. Tijdens deze periode werd gestart met de aanleg van een uitgestrekt industriepark ten zuiden van het gehucht. Deze ontwikkeling bracht het industriële potentieel van de regio naar voren, maar resulteerde ook in een verandering in het karakter van Den Oever. Het gehucht verloor zijn eens zo landelijke uitstraling door de nabijheid van het industriepark, dat zich vlak naast Den Oever vestigde.
Deelgemeenten: Daknam · Eksaarde · Lokeren · Moerbeke

Dorpen: Doorslaar · Heiende · Koewacht · Kruisstraat · Oudenbos

Gehuchten: Brandbezen · Bautschoot · Briel · Calaigne · Caudenborm · De Katte · Den Oever · Duivekeet · Eksaardedam · Everslaar · Fortuine · Ganzendries · Lammeken · Heydensveer · Hillare · Hul · Keerken · Keersmakers · Molenhoek · Molsbergen · Naastveld ·  Nieuwpoort · Oosteindeke · Pereboom · Rijssel · Rode Sluis · Scheepken · Staakte · Stenenbrug · Terwest · Turfakkers · Veldeken · Vogelzang · Vossel · Werkstede · Westhoek · Zeveneekskens · Zwarte Sluis

Wijken: Bergendries · Bokslaar · Bloemenwijk · De Kop · Flamigantenwijk · Ledehof · Heirbrug · Lokeren-Zuid · Puttenen · Rozen · Schrijverswijk · Spoele · Stationswijk · Vogelkwijk

Buurten: Kouter · Oude Brug · 't Zand

Belgische gemeenten · Arrondissement Sint-Niklaas · Oost-Vlaanderen · Vlaanderen